# Frank Mullen
Frank Mullen (Long Island, gennaio 1970) è un cantante statunitense, ex membro della band death metal Suffocation.

## Biografia
È riconosciuto il fatto che sia stato il primo a portare nel death metal vocalizzi gutturali molto bassi. Il suo metodo di canto in Effigy of the Forgotten può essere considerato il tipico growl brutal. Nei successivi album la sua estensione vocale si concentrò su growl monotonali.
Recentemente, i suoi growls si assestano su linee maggiormente chiare e comprensibili, il che lo rende diverso dagli altri cantanti death metal.
È ben noto per essere in sede live un frontman molto carismatico e per il suo tipico ticchettio della mano durante i blast beat.
È noto per essere stato il cantante della band death metal Suffocation, in cui ha militato dal 1988 al 2018.